# 川口町
川口町（日语：／ Kawaguchi machi */?）為日本新潟縣北魚沼郡的町。2004年10月23日發生的新潟縣中越地震中，該地記錄到了日本自阪神大地震之后9年來的最大震度7。面積50.03平方公里，總人口5,413人。

## 地理
- 山：
- 河川：信濃川、魚野川
- 湖沼：

### 相鄰的自治體
- 小千谷市
- 魚沼市
- 十日町市